# Dawélgué
Dawélgué är en ort i Burkina Faso.   Den ligger i provinsen Bazega Province och regionen Centre-Sud, i den centrala delen av landet, 30 km söder om huvudstaden Ouagadougou. Dawélgué ligger 312 meter över havet och antalet invånare är 459.
Terrängen runt Dawélgué är platt. Närmaste större samhälle är Kounda, 4,3 km norr om Dawélgué.
Omgivningarna runt Dawélgué är en mosaik av jordbruksmark och naturlig växtlighet. Runt Dawélgué är det ganska tätbefolkat, med 67 invånare per kvadratkilometer.